# جووانی لمباردی
جووانی لمباردی (ایتالیایی: Giovanni Lombardi؛ زادهٔ ۲۰ ژوئیهٔ ۱۹۶۹) دوچرخه‌سوار اهل ایتالیا است.

## تیم ملی
وی همچنین برندهٔ جوایزی همچون برگ بوی نقره‌ای شده‌است.
وی در مسابقات کشوری و بین‌المللی در مجموع برندهٔ ۱ مدال طلا شده‌است.